# Fajalit
Fajalit (Fe2SiO4) je z železom bogat končni član olivinske vrste. 